# Gmina Józefów
Die Gmina Józefów ist eine Stadt-und-Land-Gemeinde im Powiat Biłgorajski der Woiwodschaft Lublin in Polen. Ihr Sitz ist die gleichnamige Stadt mit etwa 2500 Einwohnern.

## Geographie

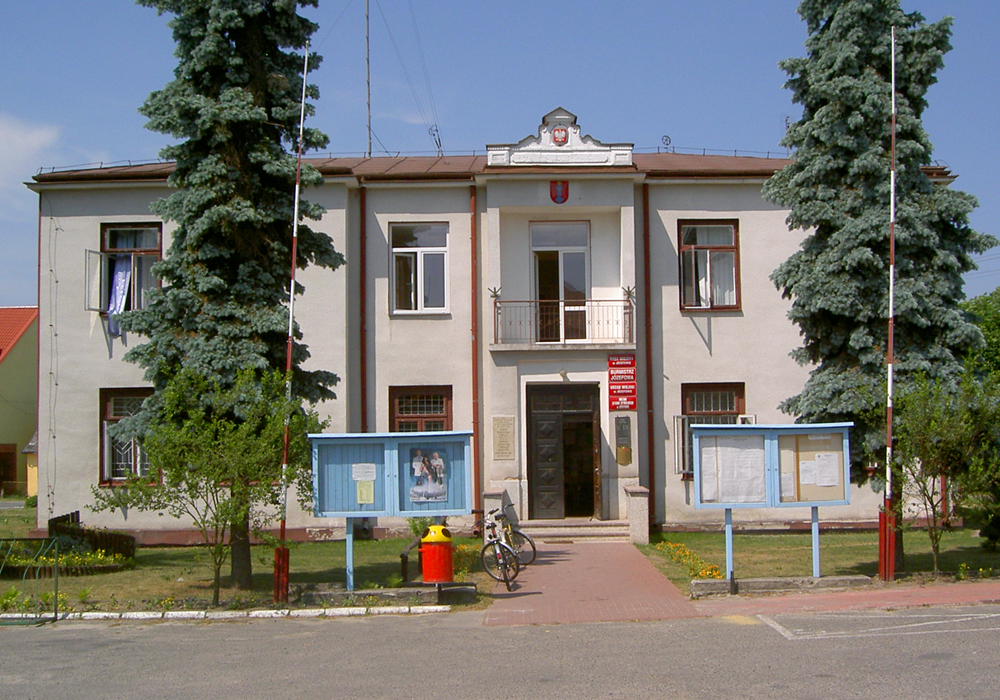
Stadt- und Gemeindeverwaltung

Die Gemeinde liegt im Südosten Polens, auf ihrem Gebiet liegen Teile des Solska-Urwaldes mit dem Landschaftspark Park Krajobrazowy Puszczy Solskiej. Zu den Gewässern gehört der kleine Fluss Niepryszka (auch Nepryszka), der in Józefów entspringt. Etwa 40 Kilometer südöstlich verläuft die Staatsgrenze Polens zur Ukraine.

## Geschichte
1988 wurde Józefów wieder zur Stadt erhoben.

## Gemeinde
Die Stadt-und-Land-Gemeinde (gmina miejsko-wiejska) hat eine Fläche von 126,46 km², auf der etwa 6800 Menschen leben. Zur Gmina gehören die folgenden Orte mit Schulzenämtern:
- Józefów
- Borowina
- Brzeziny
- Czarny Las
- Długi Kąt
- Górniki
- Górecko Stare
- Hamernia
- Majdan Kasztelański
- Majdan Nepryski
- Samsonówka
- Siedliska
- Stanisławów
- Szopowe
- Tarnowola

Weitere Orte der Gemeinde sind Florianka, Czarny Las-Kolonia und Górecko Kościelne.

## Verkehr
In der Stadt Józefów kreuzen sich die Wojewodschaftsstraßen 853 (droga wojewódzka 853) und 849. Die 853 verläuft von Ost nach West. Im Osten mündet sie nach etwa 25 Kilometer in die Landesstraße 17 (droga krajowa 17), zugleich Europastraße 372, in Tomaszów Lubelski. In westlicher Richtung mündet sie nach etwa derselben Strecke in der Wojewodschaftsstraße 835.
Die 849 endet im Süden nach etwa 20 Kilometern in der Wojewodschaftsstraße 849. Im Norden mündet sie nach etwa 30 Kilometern in Zamość in der Landesstraße 74.
Insgesamt gibt es auf dem Gebiet der Gemeinde 105,3 Kilometer öffentlicher Straßen. 40,2 Kilometer sind davon Kreisstraßen (droga powiatowa) und 34,9 Kilometer Gemeindestraßen (droga gminna).
Die Bahnstationen der Gemeinde sind Józefów Roztoczański, nördlich, und Długi Kąt, östlich von Józefów.
Der Flughafen Rzeszów-Jasionka ist der nächste internationale Flughafen. Er liegt etwa 90 Kilometer südwestlich von Józefów.